# Monte Melbourne
O monte Melbourne é um estratovulcão de grande dimensão situado entre a baía Wood e a baía Terra Nova, na Terra de Vitória, na Antárctida. Foi descoberto em 1841 por James Clark Ross, que lhe atribuiu o nome em homenagem a Lorde Melbourne, o primeiro-ministro britânico na altura da preparação da sua expedição.